# 9145 Shustov
A 9145 Shustov (ideiglenes jelöléssel 1976 GG3) a Naprendszer kisbolygóövében található aszteroida. Nyikolaj Sztyepanovics Csernih fedezte fel 1976. április 1-jén.